# Уайт-Сандс

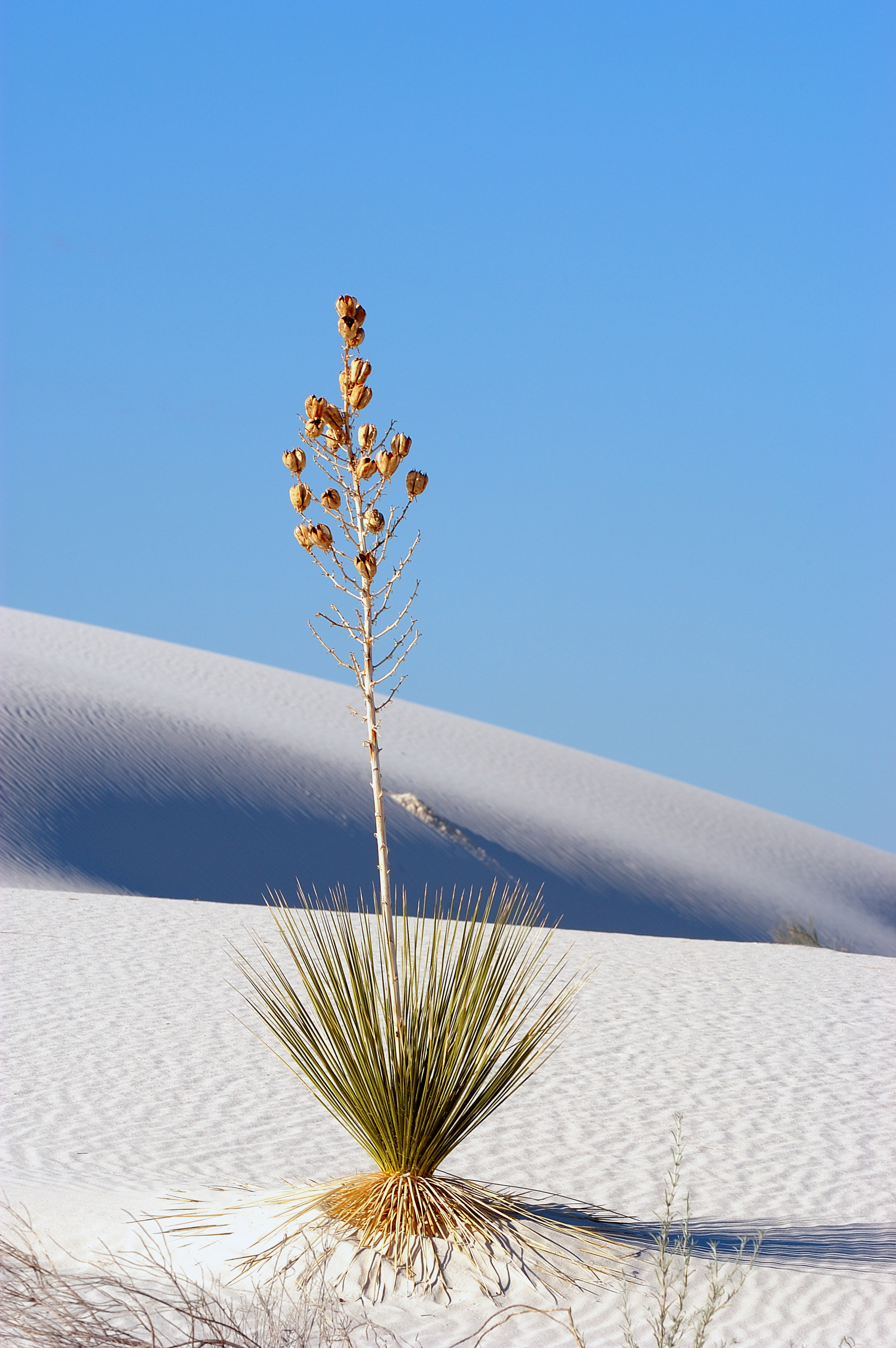
Юкка высокая

Уайт-Сандс — национальный парк США, расположенный примерно в 25 км к юго-западу от Аламогордо (штат Нью-Мексико), в северной части пустыни Чиуауа. Он занимает в широкой долине — бассейне Тулароса — южную часть гипсового поля площадью 712 км², на котором образовались огромные дюны.
250 млн л. н. (пермский период) этот регион лежал на дне мелководного моря. Оно оставило после себя гипс (сульфат кальция), а последующая тектоническая активность подняла районы гипсового морского дна, чтобы сформировать часть гор Сан-Андрес и Сакраменто. Со временем дождь растворил водорастворимый гипс в горах, и реки перенесли его в бассейн Тулароса, которая не имеет выхода к морю. Захваченная вода опускалась в землю или образовывала неглубокие лужи, которые впоследствии высыхали, оставляя гипс на поверхности в кристаллической форме, называемой селенитом. Подземные воды, вытекающие из бассейна Тулароса, текут на юг в бассейн реки Уэко. Во время последнего ледникового периода большая часть этого бассейна была покрыта озером, которое теперь называется озером Отеро. Когда оно высохло, осталась большая плоская область кристаллов селенита. Озеро Люсеро (Lucero), сухое озёрное дно, которое иногда заполняется водой, расположено в юго-западном углу парка, в одной из самых низких точек бассейна.
Почва в равнине и вдоль берега озера Люсеро покрыта кристаллами селенита размером до 1 мм. Выветривание и эрозия в конечном итоге разбивают кристаллы на мелкие песчинки, которые уносятся преобладающими ветрами с юго-запада, образуя белые дюны. Дюны постоянно меняют форму и медленно движутся по ветру. Поскольку гипс растворим в воде, песок, который образует дюны, может растворяться и цементироваться после дождя, образуя слой песка, который является более твёрдым, что увеличивает сопротивление дюн ветрам. Повышенная устойчивость не мешает дюнам быстро покрывать растения на своем пути. Некоторые виды растений, однако, могут расти достаточно быстро, чтобы не быть погребёнными под дюнами.
В отличие от дюн, состоящих из кристаллов песка на основе кварца, гипс хорошо отражает солнечные лучи, не нагреваясь, и может быть безопасно пройден босиком, даже в самые жаркие летние месяцы. Посетители часто катаются на санках по дюнам возле парковочных площадок.
Окаменелые отпечатки (ихниты) следов от человеческих ног (ступней) в национальном парке Уайт-Сандс датируются возрастом ок. 10  тыс. лет назад. Человеческие следы пересекаются следами мамонта Колумба и следами гигантского ленивца. Радиоуглеродный анализ остатков растений в отпечатках следов дал возраст от 21,1 до 22,86 тыс. л. н., что совпадает с периодом потепления в Северном полушарии (осцилляция Дансгора — Эшгера 2). В это время понизился уровень озера, что позволило людям и мегафауне ходить по недавно обнажившейся поверхности и оставлять следы, которые были сохранены в геологической летописи.

## Флора и фауна
Даже растения и животные, хорошо приспособленные для жизни в пустыне, имеют проблемы с выживанием в изменчивом мире дюн. Небольшое количество растений изменилось и адаптировалось, что может предотвратить постоянное захоронение под песком. Юкка высокая удлиняет свой стебель, чтобы её листья всегда находились над песком, и растёт таким образом до 30 см в год. Другие растения удерживают часть дюны своими корнями и могут продолжать расти на песчаном постаменте, закреплённом таким образом, по мере того, как дюна движется.
Как и в других пустынях, большинство животных, обитающих здесь, в дневную жару прячутся в своих постройках под землёй, появляясь только ночью. Утром на песке можно найти следы грызунов, кроликов, лисиц, койотов, дикобразов и других ночных животных. Ящерицы, жуки и птицы активны днём и могут наблюдаться в районах растений. Несколько видов животных, такие как мешотчатые прыгуны, два вида ящериц и различные насекомые, имеют камуфляжную окраску белого цвета, которая защищает их от врагов.

## Фильмография
Памятник природы Уайт-Сандс был показан в различных фильмах, в том числе «Four Faces West» (1948), «Копи царя Соломона» (1950), «Вздёрни их повыше» (1968), «Рука напрокат» (1971), «Меня зовут Никто» (1973), «Вкуси пулю» (1975), «Человек, который упал на Землю» (1976), «Молодые стрелки 2» (1990), «Белые пески» (1992), «Трансформеры» (2007).